# 哈特施泰特马施
哈特施泰特马施（德語：Hattstedtermarsch，意为“哈特施泰特的沼地”）是德国石勒苏益格－荷尔斯泰因州的一个市镇。总面积35.26平方公里，总人口335人，其中男性181人，女性154人（2011年12月31日），人口密度10人/平方公里。